# Frankrigs Olympiske Komité
Frankrigs Olympiske Komité (fransk: Comité national olympique et sportif français, CNOSF) er den nationale olympiske komité for Frankrig. Den er ansvarlig for Frankrigs deltagelse ved de Olympiske Lege. Den er desuden ansvarlig for alle Frankrigs udenlandske områder og territorier, dog ikke Fransk Polynesien.
| Sport | Spire Denne artikel om sport er en spire som bør udbygges. Du er velkommen til at hjælpe Wikipedia ved at udvide den. |